# T in the Park 2011
T in the Park 2011 war ein dreitägiges Musikfestival, das vom 8. Juli 2011 bis zum 10. Juli 2011 in Balado, Kinross, Schottland als achtzehnte Auflage des T in the Park-Festivals stattfand.
Der vollständige Programmablauf wurde im Februar 2011 vorgestellt: Die Arctic Monkeys, Coldplay, Beyoncé und die Foo Fighters wurden als Headliner angegeben. Blink-182 wurden zwar bestätigt, sagten aber ab, weil es ihnen nicht möglich war, ihr neues Album während der Tournee zu produzieren.
Das Festival hatte im Laufe der Jahre einen Ruf für seine hohe Anzahl von „Neds“ (Ned ist schottischer Slang für Hooligan, Flegel und Kleinkriminelle) erhalten. Der Veranstalter Geoff Ellis sagte der BBC, während des Aufbaus der 2011er Veranstaltung, dass „Neds nicht willkommen seien“ und fügte hinzu, dass „es nicht darum geht, was du trägst, es bedeckt nur, wer du bist. Hören Sie, Sie können ein Ned in einem Anzug sein.“

## Eintrittskarten
Wie auch in den Vorjahren, wurde erste Frühbucherkarten schon kurz nach dem Ende des T in the Park 2010-Festivals, ab dem 15. Juli 2010 angeboten. Ab dem 3. Dezember 2010 wurden der Weihnachtsvorverkauf für Tickets eröffnet, wobei die Karten innerhalb von 24 Stunden ausverkauft waren. Die letzten Tickets waren am  25. Februar 2011 innerhalb einer Stunde ausverkauft.

## Programm und Mitwirkende
Das Programm umfasste 180 Künstler auf elf verschiedenen Bühne.
| Freitag, 8. Juli                                                                              | Samstag, 9. Juli | Sonntag, 10. Juli |
| Hauptbühne                                                                                    | Hauptbühne | Hauptbühne |
| --------------------------------------------------------------------------------------------- | --- | --- |
| - Arctic Monkeys - Plan B - Tom Jones - The View - Big Country                                | - Coldplay - Beyoncé - The Script - Slash - Manic Street Preachers - Kesha - N-Dubz - Fun Lovin’ Criminals - Clanadonia | - Foo Fighters - Pulp - My Chemical Romance - Weezer - Blondie - All Time Low - Cast                                                                                                  |
| Radio 1/NME Bühne                                                                             | | |
| - Pendulum - White Lies - Twin Atlantic - The Airborne Toxic Event - Kassidy                  | - Swedish House Mafia - The Strokes - Jimmy Eat World - Friendly Fires - OFWGKTA - House of Pain - Her Majesty and The Wolves - Patrick Wolf - Fight Like Apes | - Deadmau5 - Beady Eye - Tinie Tempah - Bruno Mars - You Me at Six - Kids in Glass Houses - Professor Green - Cherri Bomb - The Phantom Band                                          |
| King Tut's Wah Wah Zelt                                                                       | | |
| - 2ManyDjs - City and Colour - Eliza Doolittle - Wretch 32 - Parade                           | - Primal Scream - Chase & Status - Crystal Castles - Ocean Colour Scene - Chipmunk - The Saturdays - Devlin - Everything Everything | - Calvin Harris - Brandon Flowers - KT Tunstall - The Vaccines - Hurts - The Pretty Reckless - The Naked and Famous - Futures - Rival Sons - Neon Trees - Grouplove                   |
| Slam-Zelt                                                                                     | | |
|                                                                                               | - Dave Clarke - Leftfield (live) - Tiga - Vitalic (live) - Josh Wink - The Streets (live) - Hudson Mohawke (live) - James Holden - Craig Richards - Silicone Soul | - Felix da Housecat - Bloody Beetroots Death Crew 77 (live) - Chris Liebing - Slam (live) - Diplo - Benga & Youngman - DJ Sneak - Mathew Jonson (live) - The Black Dog - Mark Henning |
| Red Bull Bedroom Jam Transmissions Bühne                                                      | | |
| - Imelda May - British Sea Power - Miles Kane - Mona - Labrinth - Floods - Autumn In Disguise | - Bright Eyes - Villagers - Jenny and Johnny - The Saw Doctors - Tame Impala - The Twilight Singers - The Pierces - Wolf Gang - The Ocean Between Us - Makethisrelate - Acoda                                                                                             | - Eels - Noah and the Whale - Stornoway - Clare Maguire - Metronomy - Fenech-Soler - Roddy Woomble - Kitty, Daisy & Lewis - Page 44 - Hill Valley High - The Hype Theory              |
| BBC Einführungsbühne                                                                          | | |
|                                                                                               | - Bwani Junction - Navajo Youth - Brooklyn Hype - GoGoBot - The Xcerts - Kid Canaveral - The Mars Patrol - Collectors Club - Gallery 47 - Three Blind Wolves - The Heartstrings                                                                                           | - Dot J.R. - Chad Valley - By The Rivers - Bronto Skylift - Madhat McGore - Crushing Blows - Fight the Bear - Wrongnote - Our Lost Infantry - The Narrows                             |
| T-Break Bühne                                                                                 | | |
| - Other People - Aerials Up - Sucioperro - Romance - Evaline - Crayons - Lady North           | - Boycotts - Conquering Animal Sound - Cancel The Astronauts - Jon Fratelli - The Head and the Heart - Emma’s Imagination - The River 68s - Jack Townes - Woodenbox with a Fistful of Fivers - Kristyna Myles - The Lafontaines - Church of When Shit Hits the Fan - Paws | - Discopolis - Carnivores - Fatherson - Thrum - Alice Gold - Rachel Sermanni - Transfer - Found - Molotov Jukebox - Marrik Layden Deft with Scatabrainz - United Fruit - Reverieme    |